# Dicolpus congensis
Dicolpus congensis är en insektsart som beskrevs av Navás 1923. Dicolpus congensis ingår i släktet Dicolpus och familjen fjärilsländor. Inga underarter finns listade i Catalogue of Life.